# Montigny-en-Arrouaise
Montigny-en-Arrouaise ist eine französische Gemeinde mit 317 Einwohnern (Stand 1. Januar 2022) im Département Aisne in der Region Hauts-de-France; sie gehört zum Arrondissement Saint-Quentin und zum Kanton Bohain-en-Vermandois.

## Geografie
Die Gemeinde Montigny-en-Arrouaise liegt 15 Kilometer nordöstlich der Stadt Saint-Quentin zwischen der Quelle der Somme und dem Tal der oberen Oise. Nachbargemeinden von Montigny-en-Arrouaise sind Aisonville-et-Bernoville im Norden und Nordosten, Noyales im Osten, Hauteville im Südosten (Berührungspunkt), Bernot im Süden, Fieulaine im Südwesten und Westen sowie Étaves-et-Bocquiaux im Nordwesten.

## Bevölkerungsentwicklung
| Jahr                       | 1962 | 1968 | 1975 | 1982 | 1990 | 1999 | 2011 | 2022 |
| Einwohner                  | 347  | 303  | 316  | 296  | 300  | 274  | 304  | 317  |
| Quellen: Cassini und INSEE |      |      |      |      |      |      |      |      |

## Sehenswürdigkeiten

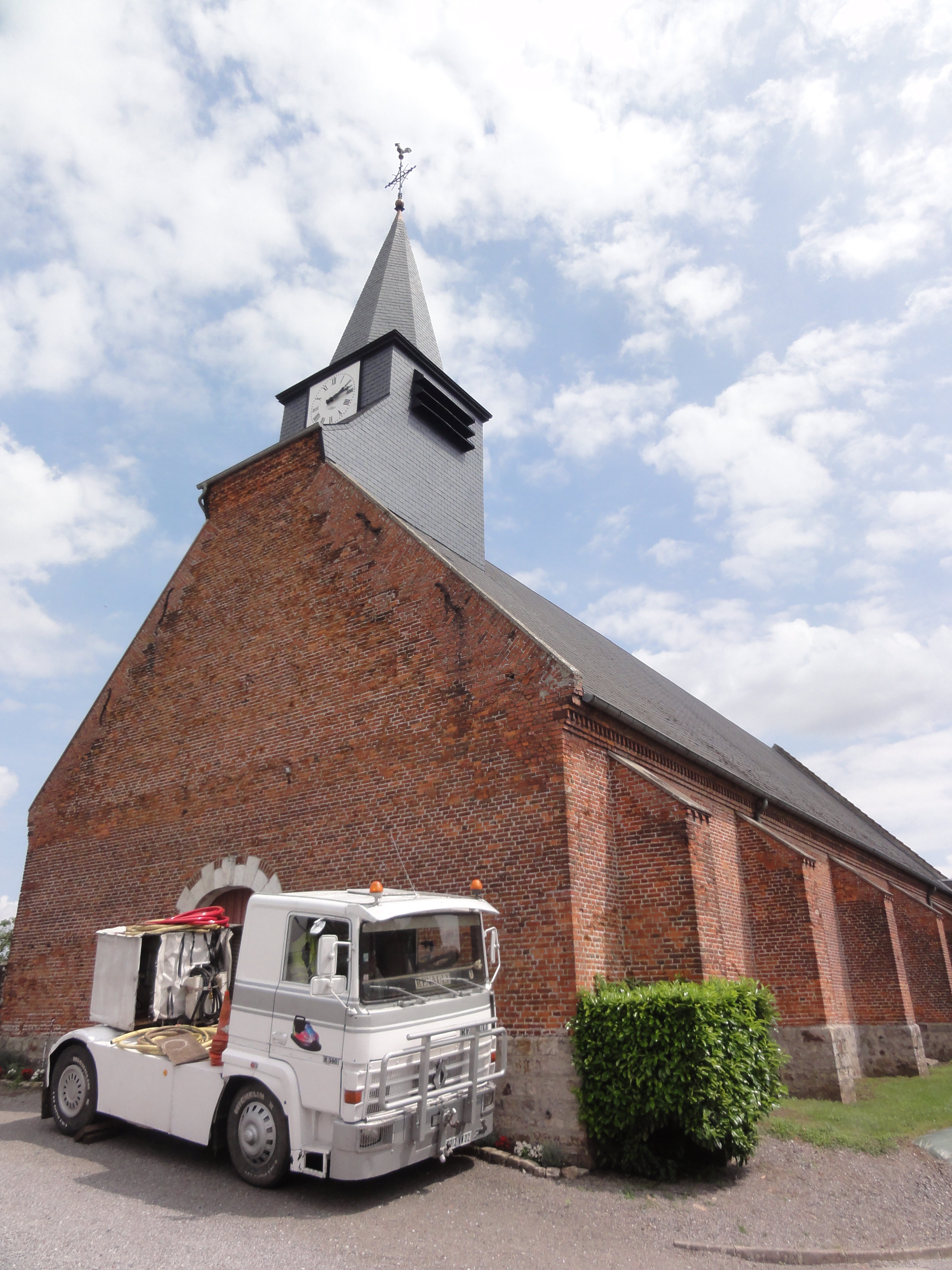
Kirche Saint-Pierre-aux-Liens
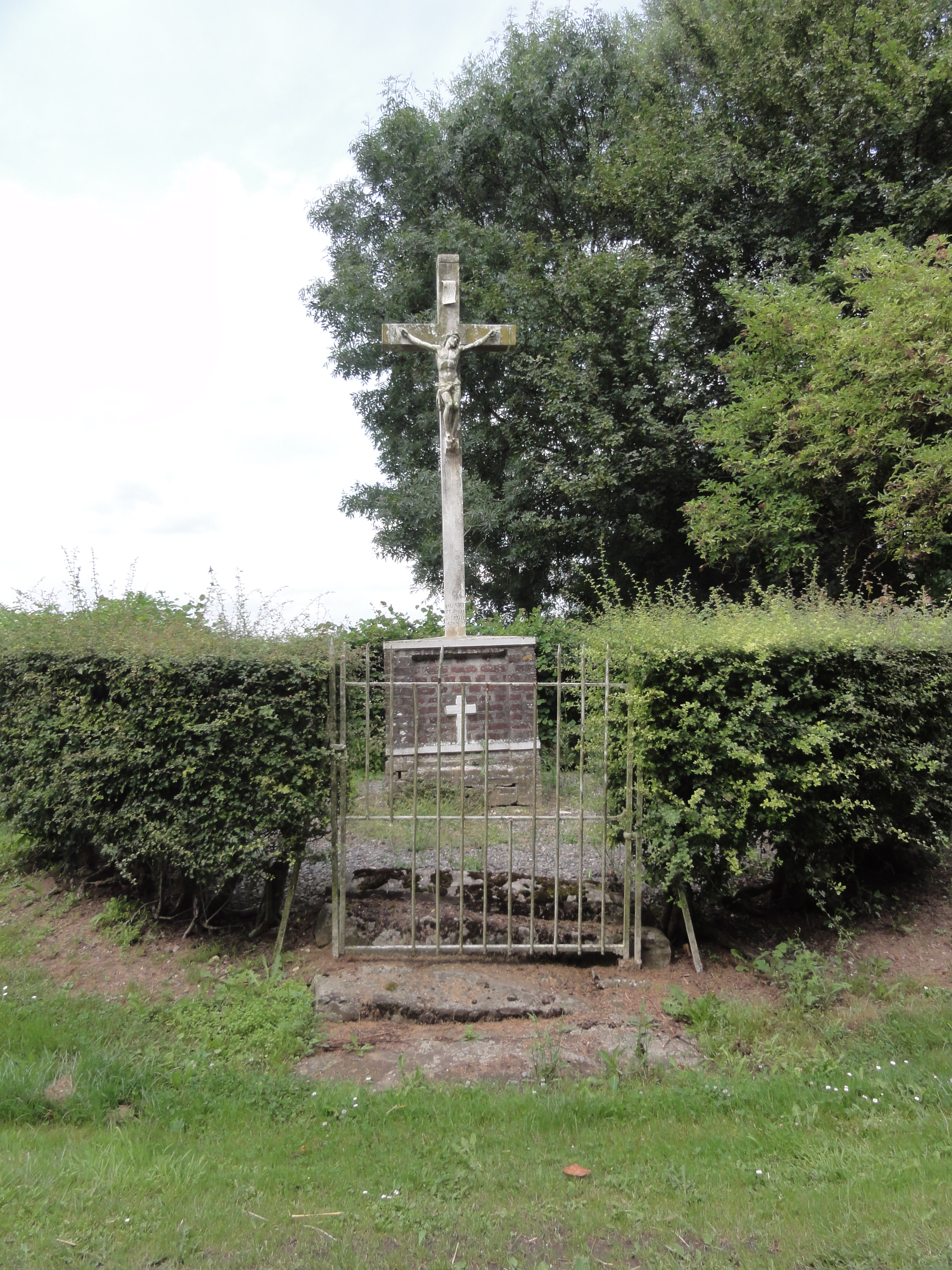
Wegkreuz

- Windmühle
- zwei Wassertürme

- Kirche Saint-Pierre-aux-Liens
- Wegkreuz